# Bobtail
Il bobtail, o vecchio cane da pastore inglese (Old English Sheepdog), è una razza canina di origine britannica, riconosciuta dalla FCI (Standard N. 16, Gruppo 1, Sezione 1).

## Storia
Le origini del bobtail sono alquanto incerte. Come altri cani da pastore europei, discende dal ceppo comune dei cani da pastore dell'Asia occidentale. Per quanto riguarda le origini più recenti, alcuni sostengono sia originario della contea di Dorset, mentre altri lo vogliono dell'Oxfordshire, e altri ancora del Wilthshire o del Sussex.
L'esordio del bobtail alle esposizioni non fu tra i più felici. Tre esemplari presentati all'Expò di Birmingham nel 1873, vennero bocciati clamorosamente, ottenendo solo un premio secondario. Tra il 1885 e il 1888 fu redatto il primo standard, rimasto finora pressoché invariato. Nel 1888 fu fondato il primo club dedicato alla razza. Intorno agli anni cinquanta del Novecento, il bobtail incontrò finalmente un notevole successo fra gli appassionati.

## Descrizione
Il cane in genere nasce con coda lunga, ma già in passato era diffusa la pratica della caudectomia, ossia l'ablazione della coda. I colori sono qualsiasi tonalità del grigio, brizzolato o blu. Testa, collo e arti anteriori bianchi, con o senza macchie grigie. Corpo e arti posteriori devono essere di colore uniforme, con o senza piccole macchie bianche. Pelo abbondante, di tessitura ruvida, irsuto e privo di boccoli. Sottopelo lanoso, impermeabile e feltrato. Le orecchie sono relativamente piccole e cadenti ai due lati della testa. Cranio voluminoso e piuttosto quadrato. Muso massiccio, quadrato e tronco, di lunghezza più o meno pari alla testa. Stop ben marcato. I piedi appaiono piccoli, rotondi, con dita ben ricurvate e privi di speroni.

## Carattere
Lo standard parla chiaro: è un cane docile, equilibrato e obbediente. Nei primi anni di vita ha un carattere molto esuberante e affettuoso, che si placa con la crescita. Coraggioso quando serve, è leale e affidabile, senza manifestazioni di aggressività immotivate, in effetti è perlopiù sornione e, anche quando capita che sfoderi grinta, rimane sempre piuttosto mansueto. Conserva un fortissimo istinto di protezione, che deriva dall'arcaico ruolo di cane da pastore. Può capitare infatti che tenda a riunire il proprio "branco umano" compiendo percorsi circolari e tirando delicatamente per una mano o da una manica chi vede allontanarsi troppo dal gruppo.

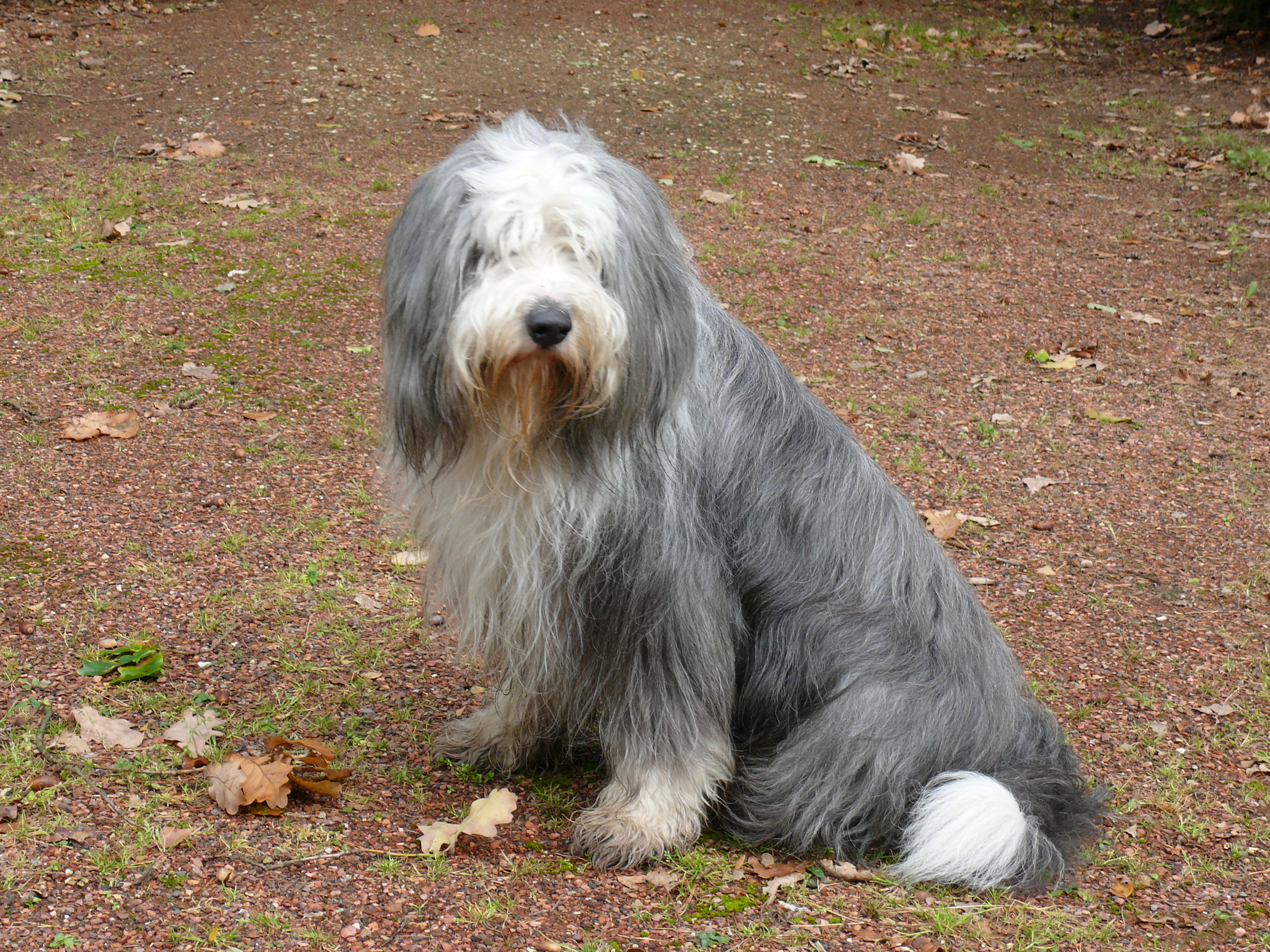
Bobtail

Ama moltissimo i bambini

## Cure
Ha bisogno di una dieta il più possibile equilibrata e completa, che gli fornisca un adeguato apporto energetico. Predilige lunghe passeggiate tranquille piuttosto che corse forzate dietro una bicicletta. Ideale per lui è un ampio giardino, ma si adatta bene anche all'appartamento.

## Consigli
L'apparente grande mole (peso medio da adulto circa 30 kg per le femmine e 35/40 kg per i maschi) è data dal voluminoso mantello, che richiede cure abbastanza regolari, in genere occorre una spazzolatura ogni quindici giorni circa per tenerlo in ordine e di bell'aspetto. Ha però bisogno di particolari attenzioni per l'igiene delle orecchie, poiché il pelo vi cresce copioso. Trattandosi di un cane dal pelo lungo e folto, è bene tenere lontani eventuali parassiti raccolti all'aria aperta, soprattutto durante la stagione calda. È consuetudine diffusa legare a ciuffo rivolto verso l'alto il pelame posto naturalmente davanti agli occhi.

## Diffusione
Nel 2012 l'ENCI ha contato 71 cuccioli iscritti ai libri genealogici. La sua diffusione è costante, ma abbastanza in calo rispetto allo scorso decennio.

## Caratteristiche
| Adatto per | Meno adatto per   |
| ---------- | ----------------- |
| Compagnia  | Difesa            |
| Guardia    | Protezione civile |
| Pastore    | Agility dog       |
|            | Free style        |
|            | Obedience         |
|            | Fly ball          |

## Il bobtail nei media
- Appartiene a questa razza Mosè, il cane da guardia protagonista del fumetto italiano Lupo Alberto.
- Max, il cane del principe Eric nel film d'animazione Disney La sirenetta, è un bobtail.
- È un bobtail anche il Colonnello de La carica dei 101.
- Il cane di Al Pacino in Serpico è un bobtail.
- Martha, il cane di Paul McCartney, è un bobtail. Esiste una canzone a lei dedicata, Martha My Dear.
- Sono bobtail i cani protagonisti delle pellicole Disney Geremia, cane e spia e Quello strano cane... di papà, oltre che del film Tobia il cane più grande che ci sia.